# Benningbroek
Benningbroek is een dorp in de gemeente Medemblik, in de Nederlandse provincie Noord-Holland. Het dorp heeft 750 inwoners (2023).
Van 1414 tot 1811 was Benningbroek een zelfstandig dorp, maar onderdeel van het rechtsgebied "Stede Sijbekarspel" , samen met het naast gelegen Sijbekarspel. In 1812 werd Benningbroek onderdeel van de gemeente Sijbekarspel. Op 1 januari 1979 ging die gemeente op in de nieuwe gemeente Noorder-Koggenland. In 2007 fuseerde ook deze gemeente met de gemeente Medemblik.
Benningbroek is, met uitzondering van een nieuwbouwwijk op de grens met Sijbekarspel, een lintdorp met een duidelijk plattelandskarakter, inclusief stolpboerderijen. Sijbekarspel ligt aan hetzelfde lint ten westen van Benningbroek, in het oosten loopt het dorp over in de buurtschap de Buurt en het dorp Midwoud. Verder valt de buurtschap Het Hoogeland onder het dorp, gelegen ten zuiden van de Oosterstraat. Het dorp wordt doorkruist door de snelweg A7.
De plaats komt in de 13e eeuw voor als Bonnynggbroeck. De plaatsnaam zou ontleend zijn aan het drassige laagland waarin het dorp gelegen was, eigendom van een persoon of familie Benning. De Hervormde Kerk, gelegen op 125 meter ten zuiden van de Oosterstraat, is gebouwd tussen 1505 en 1548 en gewijd aan Sint Petrus. 
Verder kent de plaats het station Benningbroek-Sijbekarspel. Dit station was onderdeel van de lijn Hoorn-Medemblik, en werd in gebruik genomen op 3 november 1887, en op 5 januari 1941 gesloten. Sindsdien is het geen officiële stopplaats meer. Het stationsgebouw is een laag langwerpig gebouw.
Langs de A7 is het natuurgebied Benningbroek gelegen. Het gebied is een van de weinige plekken waar men ongelijke weilanden vindt, waar men dus nat, drassig en droog land door elkaar kan vinden. Dit gedeelte wordt beheerd door Landschap Noord-Holland. Op de meeste plekken van West-Friesland zijn de gebieden vervlakt naar een gemiddeld niveau, dit gebied is echter gespaard gebleven bij de ruilverkaveling.